# 1944 في الأرجنتين
فيما يلي قوائم الأحداث التي وقعت خلال عام 1944 في الأرجنتين.

## سياسة

### انتهاء فترة المنصب
- 23 فبراير – بيدرو بابلو راميريز رئيس الأرجنتين.

## مواليد

### يناير
- 1 يناير – سوزانا توري مهندسة معمارية أمريكية.[1]
- 1 يناير – هوغو سيغمان

### مارس
- 17 مارس – خوان رامون فيرون لاعب كرة قدم أرجنتيني.[2]

### سبتمبر
- 20 سبتمبر – خوسيه غاراتي لاعب كرة قدم أرجنتيني.[3]

## وفيات

### أكتوبر
- 12 أكتوبر – رامون كاستيو (مواليد 1873) سياسي أرجنتيني.[4]